# Pete Herman

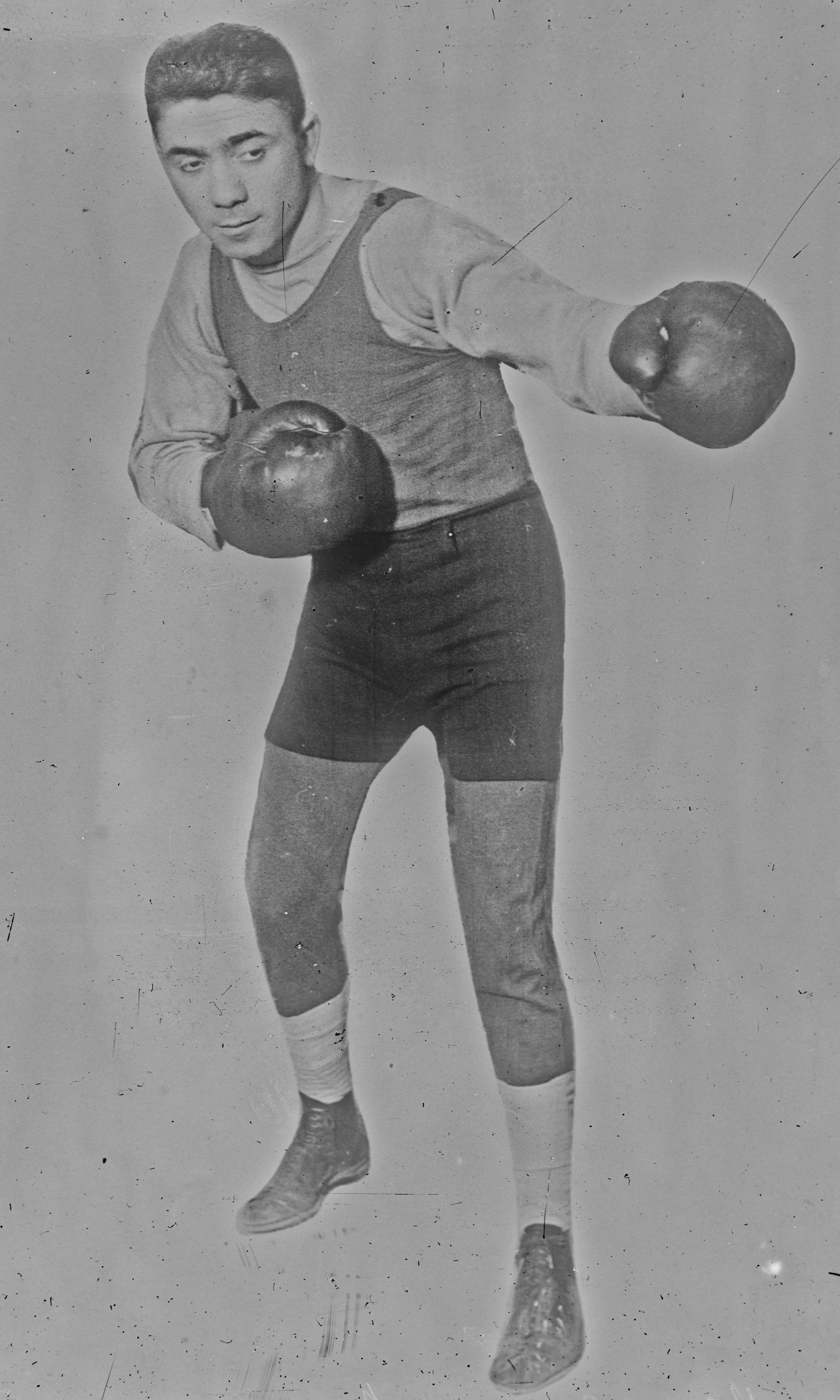
Pete Herman (1921)

Pete Herman (eigentlich Peter Gulotta; * 12. Februar 1896 in New Orleans; † 13. April 1973 ebenda) war ein US-amerikanischer Boxer im Bantamgewicht.

## Profikarriere
Im Jahre 1912 begann er seine Karriere. Am 9. Januar 1917 boxte er gegen Kid Williams um die universelle Weltmeisterschaft und siegte durch einstimmigen Beschluss. Diesen Gürtel verlor er am 15. August 1919 an Jackie Sharkey nach Punkten.
Im Jahre 1922 beendete „Kid Herman“ nach 142 Kämpfen bei 100 Siegen seine Karriere.